# 3162 Ностальжі
3162 Ностальжі (3162 Nostalgia) — астероїд головного поясу, відкритий 16 грудня 1980 року.
Тіссеранів параметр щодо Юпітера — 3,113.